# H-60

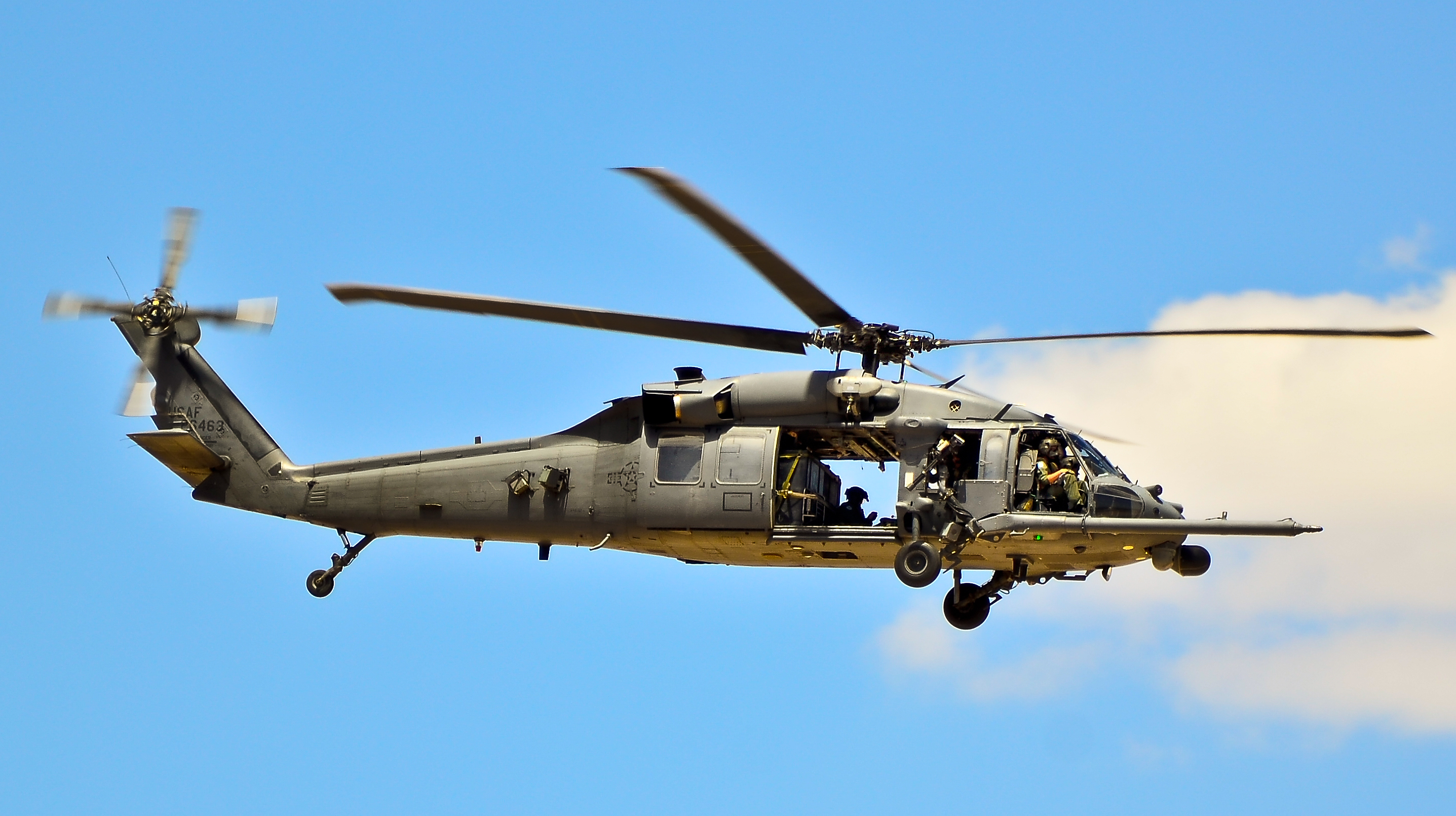
HH-60G Pave Hawk de l’USAF.

H-60 est un terme général souvent utilisé pour une vaste famille d'hélicoptères de l'armée américaine en service depuis 1979. Cependant, ces appareils utilisent tous un indicatif complémentaire, en plus de l'indicatif H pour appliquer le système Tri-Service de désignation des appareils militaires américains de 1962 de sorte qu'il n'y a pas d'aéronef nommé seulement « H-60 ». Le préfixe associé (par exemple, U, M, V) sert simplement de complément à la lettre de série (A / B / C...ou H comme ici) et la plupart des appareils sont souvent tellement modifiés qu'ils englobent plusieurs séries de lettres. Ainsi, la société Sikorsky a conçu le S-70, mais l'a développé comme l'UH-60 pour satisfaire les exigences de l'armée américaine.
H-60 peut faire référence à un des appareils suivants:
- UH-60 Blackhawk
- SH-60 Seahawk
- HH-60 Pave Hawk
- HH-60J Jayhawk
- VH-60 Whitehawk
- Sikorsky S-70